# 布特山 (月球山脉)

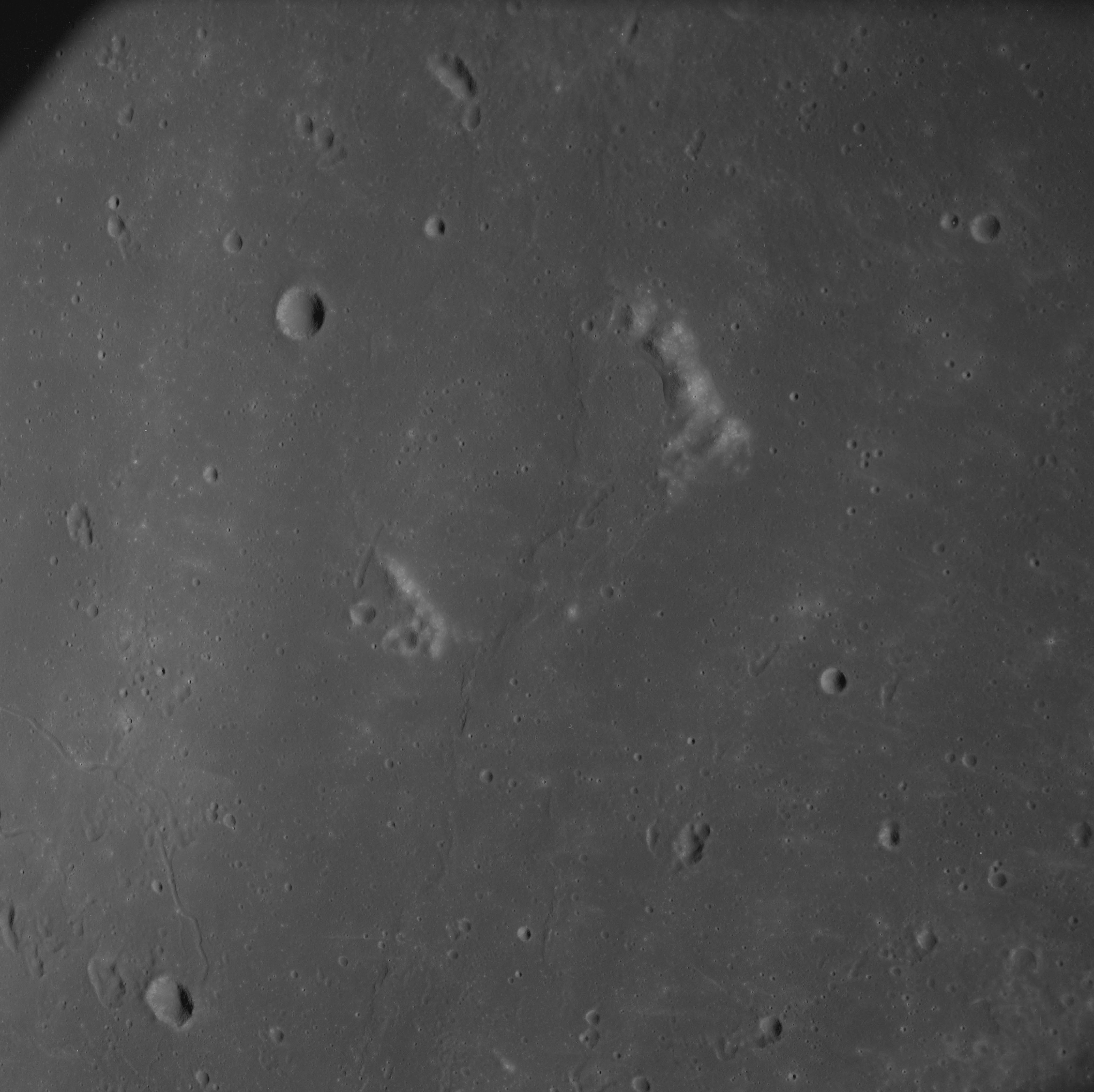
阿波罗10号拍摄的布特山(右上)和公爵岛(左中)

布特山（英語：Boot Hill）是月球静海中的一座小山，位于马斯基林陨石坑以南约45公里，距阿波罗11号降落点约210公里。其北端的山峰高出周围月海约230米。
不像许多其他已被阿波罗任务宇航员命名的特征，该座山丘的名字并未得到国际天文学联合会的正式认可。但是，布特山和其他非正式的月貌特征，如附近的"杜克岛或位于塞奇山脉内的“玛丽莲峰”（Mount Marilyn）都被航天员们当作首次登陆点的重要导航界标。

## 另请参阅
- 按高度排列的月球山脉表